# Waaierstaartzanger
De waaierstaartzanger (Catriscus brevirostris synoniem: Schoenicola brevirostris) is een zangvogel uit de familie Locustellidae.

## Verspreiding en leefgebied
Deze soort komt wijdverspreid voor in Afrika en telt twee ondersoorten:
- C. b. alexinae: van Sierra Leone en Guinee tot Ethiopië, Tanzania en Angola.
- C. b. brevirostris: van Malawi en noordwestelijk Mozambique tot oostelijk Zuid-Afrika.

## Status
De grootte van de populatie is niet gekwantificeerd maar de soort wordt omschreven als plaatselijk vrij algemeen. Op de Rode lijst van de IUCN heeft deze soort de status niet bedreigd.